# Toru Yasui
Toru Yasui (né le 21 avril 1976) est un athlète japonais, spécialiste du décathlon.

## Biographie
Il remporte la médaille d'or du décathlon lors des championnats d'Asie 1998, à Fukuoka.

### Palmarès
| Date | Compétition         | Lieu    | Résultat | Épreuve   | Performance |
| ---- | ------------------- | ------- | -------- | --------- | ----------- |
| 1998 | Championnats d'Asie | Fukuoka | 1er      | Décathlon | 7 439 pts   |
| 1998 | Jeux asiatiques     | Bangkok | 3e       | Décathlon | 7 612 pts   |

### Records
| Épreuve   | Performance | Lieu     | Date          |
| --------- | ----------- | -------- | ------------- |
| Décathlon | 7 449 pts   | Maebashi | 23 avril 2000 |